# 崔明吉 (藝人)
崔明吉（韓語：최명길，1962年10月15日—），韩国女演员，是奪得百想藝術大獎、青龍電影獎及大鐘獎三大電影獎的大滿貫影后，並憑藉《玫瑰色人生》獲得南特影展最佳女演員獎。

## 演藝經歷
1981年透過參加MBC第13期藝員訓練班而进入韩国娱乐圈。崔明吉是在韩国公众心目中具有极好口碑的演员之一，其成功代表作有《愤怒的眼珠》（MBC，1981）、《风乱》（MBC，1985）、《爱情的风车》（SBS，1991）、《玫瑰色人生》（电影，1994）、《龙之泪》（KBS，1998）、《明成皇后》（KBS，2002）等。并凭借电影《玫瑰色人生》获取韩国青龙电影奖最佳女演员奖、法国电影节最佳女演员奖。
2002年，出演的《明成皇后》第三部（饰演中年的明成皇后）播出后反响强烈，该剧成为2002年KBS收视率最高的电视剧。该剧2004年在中国官方媒体中央电视台播出时，也获得了相当高的收视率，崔明吉凭借出演此剧而人气大漲。

## 個人生活
1995年与作家金汉吉结婚（金汉吉曾任韩国文化观光部长官，于1996年当选为韩国国会议员），育有两子。此外，她是演員權律的姨母。o

## 演出作品

### 電視劇
- 1981年：MBC《愤怒的眼珠》飾演 恩淑
- 1984年：MBC《朝鮮王朝五百年－雪中梅》飾演 慈順大妃
- 1985年：MBC《风乱》
- 1985年：MBC《男人的季节》
- 1987年：MBC《城市的脸》
- 1988年：MBC《三个女人》
- 1988年：MBC《朝鮮王朝五百年－恨中錄》飾演 惠慶宮洪氏
- 1991年：SBS《爱情的风车》
- 1991年：MBC《另一種幸福》
- 1992年：SBS《八字合，有姻緣》
- 1993年：SBS《结婚》
- 1994年：SBS《沒有愛》
- 1998年：KBS《龍之淚》飾演 元敬王后閔氏
- 2000年：MBC《乞丐王子》飾演 金英淑
- 2002年：KBS《明成皇后》飾演 明成皇后（中年；81集開始）
- 2003年：SBS《太陽的南邊》飾演 妍希
- 2005年：SBS《看花的女子》飾演 金正雅
- 2007年：MBC《在我身邊》飾演 張宣姬
- 2008年：KBS《大王世宗》飾演 元敬王后
- 2009年：KBS《誘惑的人生》飾演 韓明仁
- 2009年：KBS《天下無敵李平岡》飾演 濟王厚
- 2010年：KBS《近肖古王》飾演 比流王王后
- 2010年：MBC《暴風的戀人》飾演 徐胤熙
- 2011年：MBC《Miss Ripley》飾演 李華
- 2011年：KBS《榮光的在仁》飾演 朴君子
- 2013年：MBC《金子輕鬆出來吧》飾演 尹芯德
- 2013年：KBS《未來的選擇》飾演 羅未來（2038年）
- 2014年：SBS《Punch》飾演 尹智淑
- 2015年：KBS《青鳥之家》飾演 韓善熙
- 2015年：KBS《我們家蜜罈子》飾演 裴菊熙
- 2015年：KBS《Drama Special－契約的男兒》飾演 成秀英
- 2016年：SBS《你是禮物》飾演 殷英愛
- 2016年：tvN《Entourage》飾演 姜玉子
- 2018年：KBS《人偶之家》飾演 琴英淑
- 2019年：KBS《我世上最漂亮的女兒》飾演 全仁淑
- 2019年：KBS《優雅的母女》飾演 Carrie 鄭（鄭美愛）／車美妍
- 2020年：KBS《他就是那傢伙》飾演 金善熙
- 2021年：KBS《紅色高跟鞋》飾演 閔熙瓊
- 2023年：TV朝鮮《榴蓮小姐》飾演 白到怡／金氏夫人

### 電影
- 1986年：《烟雾支柱》
- 1990年：《우묵배미의 사랑（朝鲜语：우묵배미의 사랑）》
- 1994年：《玫瑰色人生》

## 主持
- 1987年：MBC《零点见面》廣播台主持
- KBS《音乐散步》廣播台主持
- 1992年：MBC《崔明吉的音乐沙龙》廣播台主持
- 1993年：MBC《音乐所在的地方》廣播台主持
- 1996年：MBC《女人要说》廣播台主持

## 獎項
- 1986年：第25屆大鐘獎－最佳女演员奖《烟雾支柱》
- 1994年：第15屆青龍电影奖－最佳女演员奖《玫瑰色人生》
- 1994年：法国电影节最佳女演员奖《玫瑰色人生》
- 1994年：SBS演技大賞－大賞《结婚》
- 1995年：第31屆百想艺术大賞－電影部門 演技奖《玫瑰色人生》
- 1997年：KBS演技大賞－最優秀獎《龙的眼泪》
- 2002年：KBS演技大賞－最優秀獎《明成皇后》
- 2003年：SBS演技大賞－10大明星奖、连续剧演技奖《太陽的南邊》
- 2007年：MBC演技大賞－黄金演技奖《在我身边》
- 2015年：SBS演技大賞－中篇電視劇部門 女子最優秀演技賞《Punch》